# Championnat du Soudan de football 2016
Navigation
Saison précédente Saison suivante
La saison 2016 du Championnat du Soudan de football est la cinquante-deuxième édition de la première division au Soudan, la Sudan Premier League. Elle regroupe, sous forme d'une poule unique, les quinze meilleures équipes du pays qui se rencontrent deux fois, à domicile et à l'extérieur. En fin de saison, les trois derniers du classement sont relégués tandis que les 15e doit passer par un barrage de promotion-relégation. 
Une nouvelle fois, ce sont les deux clubs d'Omdourman qui dominent la compétition. Al Hilal Omdurman remporte le titre après avoir terminé en tête du classement final, avec dix points d'avance sur le tenant, Al Merreikh Omdurman. Al Ahly Shendi se classe troisième à quatorze points d'Al Hilal. C'est le vingt-cinquième titre de champion du Soudan de l'histoire du club, qui réussit même le doublé en s'imposant en finale de la Coupe du Soudan.

## Qualifications continentales
Les deux premiers du classement se qualifient pour la prochaine édition de la Ligue des champions de la CAF. Les 3e et le 4e disputeront la Coupe de la confédération 2017.

## Les clubs participants
- Al Hilal Omdurman
- Al Merreikh Kosti
- Al Nsoor
- Al Rabta Kosti
- Amal Atbara
- Al Hilal Obayed
- Al Ahli Khartoum
- Al Ahly Wad Madani
- Al Hilal Al Fasher
- Al Merreikh Omdurman
- Al Hilal Kaduqli
- Al Merreikh Al Fasher
- Al-Khartoum SC
- Al Ahly Shendi
- Al-Ahli Atbara - Promu de D2
- Al-Amir Khartoum - Promu de D2
- Al-Merreikh Nyala - Promu de D2
- Al Nil Shendi - Promu de D2

## Compétition
Le barème de points servant à établir les classements se décompose ainsi :
- Victoire : 3 points
- Match nul : 1 point
- Défaite : 0 point

### Classement
| Rang | Équipe                | Pts | J  | G  | N  | P  | Bp | Bc | Diff |
| ---- | --------------------- | --- | -- | -- | -- | -- | -- | -- | ---- |
| 1    | Al Hilal OmdurmanC    | 87  | 34 | 28 | 3  | 3  | 82 | 15 | +67  |
| 2    | Al Merreikh OmdurmanT | 77  | 34 | 24 | 5  | 5  | 65 | 29 | +36  |
| 3    | Al Ahly Shendi        | 73  | 34 | 23 | 4  | 7  | 68 | 25 | +43  |
| 4    | Al Hilal Obayid       | 70  | 34 | 20 | 10 | 4  | 48 | 21 | +27  |
| 5    | Al-Khartoum SC        | 65  | 34 | 18 | 11 | 5  | 51 | 22 | +29  |
| 6    | Al Hilal Kaduqli      | 53  | 34 | 15 | 8  | 11 | 39 | 35 | +4   |
| 7    | Al Merreikh Al Fasher | 45  | 34 | 12 | 9  | 13 | 33 | 38 | -5   |
| 8    | Al-Merreikh NyalaP    | 40  | 34 | 10 | 10 | 14 | 28 | 36 | -8   |
| 9    | Amal Atbara           | 38  | 34 | 9  | 11 | 14 | 28 | 41 | -13  |
| 10   | Al-Ahli AtbaraP       | 37  | 34 | 10 | 7  | 17 | 26 | 44 | -18  |
| 11   | Al Ahly Wad Madani    | 36  | 34 | 8  | 12 | 14 | 32 | 41 | -9   |
| 12   | Al Rabta Kosti        | 35  | 34 | 8  | 11 | 15 | 34 | 45 | -11  |
| 13   | Al Merreikh Kosti     | 35  | 34 | 9  | 8  | 17 | 22 | 42 | -20  |
| 14   | Al Ahli Khartoum      | 33  | 34 | 7  | 12 | 15 | 21 | 37 | -16  |
| 15   | Al Nil ShendiP        | 33  | 34 | 8  | 9  | 17 | 27 | 53 | -26  |
| 16   | Al-Amir KhartoumP     | 30  | 34 | 6  | 12 | 16 | 19 | 55 | -36  |
| 17   | Al Hilal Al Fasher    | 29  | 34 | 7  | 8  | 19 | 23 | 45 | -22  |
| 18   | Al Nsoor              | 22  | 34 | 4  | 10 | 20 | 18 | 40 | -22  |

|  | Qualification pour la Ligue des champions de la CAF 2017                |
|  | Qualification pour la Coupe de la confédération 2017                    |
|  | Participation au barrage de promotion-relégation                        |
|  | Relégation directe en deuxième division                                 |
|  | T : Tenant du titre C : Vainqueur de la Coupe du Soudan P : Promu de D2 |

### Matchs

#### Barrage de promotion-relégation
| Équipe 1           | Résultat | Équipe 2              | Aller | Retour |
| ------------------ | -------- | --------------------- | ----- | ------ |
| Triea Al-Biga (D2) | -        | Al Nil Shendi forfait | -     | -      |

- Al Nil Shendi déclare forfait pour ce barrage et est automatiquement relégué en deuxième division.

## Bilan de la saison
| Championnat du Soudan de football 2016                             |                               |
| Champion                                                           | Al Hilal Omdurman (25e titre) |
| Coupes et trophées                                                 |                               |
| Vainqueur de la Coupe du Soudan 2016                               | Al Hilal Omdurman             |
| Qualifications continentales                                       |                               |
| Ligue des champions de la CAF 2017                                 | Al Hilal Omdurman             |
| Ligue des champions de la CAF 2017                                 | Al Merreikh Omdurman          |
| Coupe de la confédération 2017                                     | Al Ahly Shendi                |
| Coupe de la confédération 2017                                     | Al Hilal Obayed               |
| Promotions et relégations                                          |                               |
| Promus en Premier League                                           | Hay Al Arab Port-Soudan       |
| Promus en Premier League                                           | Hay Al-Wadi                   |
| Promus en Premier League                                           | Al-Shorta Al-Qadarif          |
| Promus en Premier League                                           | Triea Al-Biga                 |
| Relégués en Championnat du Soudan de football de deuxième division | Al Nsoor                      |
| Relégués en Championnat du Soudan de football de deuxième division | Al-Amir Khartoum              |
| Relégués en Championnat du Soudan de football de deuxième division | Al Hilal Al Fasher            |
| Relégués en Championnat du Soudan de football de deuxième division | Al Nil Shendi                 |